# Liste der Kulturdenkmale in Egeln
In der Liste der Kulturdenkmale in Egeln sind alle  Kulturdenkmale der Gemeinde Egeln und ihrer Ortsteile aufgelistet. Grundlage ist das Denkmalverzeichnis des Landes Sachsen-Anhalt, das auf Basis des Denkmalschutzgesetzes des Landes Sachsen-Anhalt vom 21. Oktober 1991 durch das Landesamt für Denkmalpflege und Archäologie Sachsen-Anhalt erstellt und seither laufend ergänzt wurde (Stand: 31. Dezember 2022).

## Kulturdenkmale nach Ortsteilen

### Egeln
| Lage                                                                                                   | Bezeichnung             | Beschreibung                                         | Erfassungs- nummer | Ausweisungsart               | Bild                    |
| --- | ----------------------- | ---------------------------------------------------- | ------------------ | ---------------------------- | ----------------------- |
| am Friedhof, am westlichen Ende der Bergstraße (Karte)                                                 | Kirche                  | St. Katharinen                                       | 094 11058          | Baudenkmal                   | BW                      |
| Alter Markt 6 (Karte)                                                                                  | Polizeihaus Egeln       |                                                      | 094 81547          | Baudenkmal                   | Polizeihaus Egeln       |
| Am Hunnengraben östlich des Stadtrandes an unbefestigter Dorfstraße, Nähe Schützenplatz (Karte)        | Friedhof                |                                                      | 094 95164          | Baudenkmal                   | BW                      |
| Am Hunnengraben (Karte)                                                                                | Turnhalle               |                                                      | 094 81578          | Baudenkmal                   | BW                      |
| Am Hunnengraben 6 (Karte)                                                                              | Wohnhaus                |                                                      | 094 81577          | Baudenkmal                   | BW                      |
| Am Wasserturm (Karte)                                                                                  | Wasserturm              | Wasserturm Egeln                                     | 094 11070          | Baudenkmal                   | Wasserturm              |
| Ascherslebener Straße 11 am Bahnübergang (Karte)                                                       | Wohnhaus                |                                                      | 094 81552          | Baudenkmal                   | BW                      |
| Ascherslebener Straße 13, 14, 15, 16, 16a, 16b, 16c (Karte)                                            | Straßenzeile            |                                                      | 094 81551          | Denkmalbereich               | Straßenzeile            |
| Ascherslebener Straße 15 (Karte)                                                                       | Wohnhaus                |                                                      | 094 81553          | Baudenkmal                   | BW                      |
| Ascherslebener Straße 16 (Karte)                                                                       | Wohnhaus                |                                                      | 094 81554          | Baudenkmal                   | BW                      |
| Barfüßerstraße (Karte)                                                                                 | Synagoge                |                                                      | 094 96116          | Baudenkmal                   | BW                      |
| Barfüßerstraße 1 (Karte)                                                                               | Wohnhaus                |                                                      | 094 10104          | Baudenkmal                   | BW                      |
| Bergstraße 4 (Karte)                                                                                   | Bauernhof               |                                                      | 094 81555          | Baudenkmal                   | BW                      |
| Birkenweg 2, 3, 4, 5 (Karte)                                                                           | Straßenzeile            |                                                      | 094 81556          | Denkmalbereich               | BW                      |
| Breiteweg (Karte)                                                                                      | Kloster Marienstuhl     | Kloster                                              | 094 10101          | Baudenkmal                   | Weitere Bilder          |
| Breiteweg, auf dem Klostergelände                                                                      | Kirche                  | Kirche                                               | 094 10101 001      | Teilobjekt eines Baudenkmals |                         |
| Breiteweg 102 (Karte)                                                                                  | Wohnhaus                |                                                      | 094 81575          | Baudenkmal                   | BW                      |
| Breiteweg 16 (Karte)                                                                                   | Wohnhaus                |                                                      | 094 81557          | Baudenkmal                   | BW                      |
| Breiteweg 18 (Karte)                                                                                   | Wohn- und Geschäftshaus |                                                      | 094 81558          | Baudenkmal                   | BW                      |
| Breiteweg 30 (Karte)                                                                                   | Wohnhaus                |                                                      | 094 81559          | Baudenkmal                   | BW                      |
| Breiteweg 31 (Karte)                                                                                   | Wohn- und Geschäftshaus |                                                      | 094 81560          | Baudenkmal                   | BW                      |
| Breiteweg 35 (Karte)                                                                                   | Wohn- und Geschäftshaus |                                                      | 094 81561          | Baudenkmal                   | Wohn- und Geschäftshaus |
| Breiteweg 37 (Karte)                                                                                   | Wohnhaus                |                                                      | 094 81562          | Baudenkmal                   | BW                      |
| Breiteweg 46 (Karte)                                                                                   | Wohn- und Geschäftshaus |                                                      | 094 81563          | Baudenkmal                   | BW                      |
| Breiteweg 47 (Karte)                                                                                   | Wohn- und Geschäftshaus |                                                      | 094 81564          | Baudenkmal                   | BW                      |
| Breiteweg 54 (Karte)                                                                                   | Wohn- und Geschäftshaus |                                                      | 094 81565          | Baudenkmal                   | BW                      |
| Breiteweg 55 (Karte)                                                                                   | Wohn- und Geschäftshaus |                                                      | 094 81566          | Baudenkmal                   | Wohn- und Geschäftshaus |
| Breiteweg 56 (Karte)                                                                                   | Wohn- und Geschäftshaus | Wohn- und Geschäftshaus                              | 094 81567          | Baudenkmal                   | Wohn- und Geschäftshaus |
| Breiteweg 65, 65a (Karte)                                                                              | Wohnhaus                |                                                      | 094 81569          | Baudenkmal                   | Wohnhaus                |
| Breiteweg 66 (Karte)                                                                                   | Wohnhaus                |                                                      | 094 81570          | Baudenkmal                   | BW                      |
| Breiteweg 79, Ritterstraße 1, 2, 3, 4, 5, 6, 7, 8, 9, 9A, 10, 18, 19, 20, 21, 23, 24, Schmiede (Karte) | Straßenzug              |                                                      | 094 17721          | Baudenkmal                   | BW                      |
| Breiteweg 82 (Karte)                                                                                   | Ackerbürgerhaus         |                                                      | 094 81571          | Baudenkmal                   | BW                      |
| Breiteweg 89 (Karte)                                                                                   | Hotel                   |                                                      | 094 81573          | Baudenkmal                   | BW                      |
| Breiteweg 97, 97a, 98, 99 (Karte)                                                                      | Straßenzeile            |                                                      | 094 81574          | Denkmalbereich               | BW                      |
| Geschwister-Scholl-Straße 7 (Karte)                                                                    | Scheune                 |                                                      | 094 81576          | Baudenkmal                   | BW                      |
| Geschwister-Scholl-Straße 9 (Karte)                                                                    | Wohnhaus                |                                                      | 094 81583          | Baudenkmal                   | BW                      |
| Halberstädter Straße Hundertstraße (Karte)                                                             | Fabrik                  |                                                      | 094 06807          | Baudenkmal                   | BW                      |
| Hauptstraße 6 Stadtkirchhof (Karte)                                                                    | Kirche                  | St. Spiritus, ehem. St. Christophorus                | 094 10099          | Baudenkmal                   | Weitere Bilder          |
| Klosterstraße                                                                                          | Scheune                 |                                                      | 094 81579          | Baudenkmal                   |                         |
| Magdeburger Straße / Ecke Breiteweg (Karte)                                                            | Transformatorenstation  |                                                      | 094 81580          | Baudenkmal                   | Transformatorenstation  |
| Magdeburger Straße 20 (Karte)                                                                          | Villa                   |                                                      | 094 81581          | Baudenkmal                   | BW                      |
| Magdeburger Straße 21 (Karte)                                                                          | Villa                   |                                                      | 094 81582          | Baudenkmal                   | BW                      |
| Markt 6 (Karte)                                                                                        | Postamt                 |                                                      | 094 11062          | Baudenkmal                   | Postamt                 |
| Markt 14, 15, 16, 17, 18, 20, 21, 22, 23, 24, Ritterstraße 14 südwestl. der Stadtkirche (Karte)        | Marktplatz              |                                                      | 094 11063          | Denkmalbereich               | Marktplatz              |
| Markt 16 (Karte)                                                                                       | Poliklinik              | Stadtambulatorium                                    | 094 17710          | Baudenkmal                   | BW                      |
| Markt 18 (Karte)                                                                                       | Rathaus                 |                                                      | 094 11067          | Baudenkmal                   | Rathaus                 |
| Markt 20 Nordseite des Platzes (Karte)                                                                 | Bankgebäude             |                                                      | 094 17711          | Baudenkmal                   | Bankgebäude             |
| Meisterstraße 4 (Karte)                                                                                | Wohnhaus                |                                                      | 094 17715          | Baudenkmal                   | BW                      |
| Meisterstraße 5 (Karte)                                                                                | Hospital                | St. Trinitas                                         | 094 10102          | Baudenkmal                   | Hospital                |
| Meisterstraße 7 (Karte)                                                                                | Wohnhaus                | Asseburger Hof                                       | 094 11060          | Baudenkmal                   | BW                      |
| Meisterstraße 3A (Karte)                                                                               | Wohnhaus                |                                                      | 094 17714          | Baudenkmal                   | BW                      |
| Mühlenstraße 16a (Karte)                                                                               | Villa                   |                                                      | 094 81548          | Baudenkmal                   | BW                      |
| Mühlenstraße 20 (Karte)                                                                                | Bauernhof               |                                                      | 094 81549          | Baudenkmal                   | BW                      |
| Mühlenstraße 25 (Karte)                                                                                | Villa                   |                                                      | 094 17716          | Baudenkmal                   | BW                      |
| Pestalozziplatz 1 (Karte)                                                                              | Wohnhaus                |                                                      | 094 17719          | Baudenkmal                   | Wohnhaus                |
| Pestalozziplatz 2 links neben der Schule (Karte)                                                       | Wohnhaus                |                                                      | 094 17717          | Baudenkmal                   | Wohnhaus                |
| Pestalozziplatz 3 Westseite des Platzes (Karte)                                                        | Schule                  |                                                      | 094 17718          | Baudenkmal                   | Schule                  |
| Pestalozziplatz 4 (Karte)                                                                              | Villa                   | Schneidrische Villa                                  | 094 11054          | Baudenkmal                   | Villa                   |
| Pestalozziplatz 1A (Karte)                                                                             | Wohnhaus                |                                                      | 094 17720          | Baudenkmal                   | BW                      |
| Ritterstraße                                                                                           | Schmiede                |                                                      | 094 17722          | Baudenkmal                   |                         |
| Ritterstraße 3 (Karte)                                                                                 | Wohnhaus                | Wohnhaus, am 6. Februar 2017 als Denkmal ausgewiesen | 094 41533          | Baudenkmal                   | BW                      |
| Ritterstraße 4 (Karte)                                                                                 | Wohnhaus                |                                                      | 094 17724          | Baudenkmal                   | BW                      |
| Ritterstraße 7 (Karte)                                                                                 | Wohn- und Geschäftshaus |                                                      | 094 17726          | Baudenkmal                   | Wohn- und Geschäftshaus |
| Ritterstraße 9A, 10 (Karte)                                                                            | Wohn- und Geschäftshaus |                                                      | 094 17728          | Baudenkmal                   | Wohn- und Geschäftshaus |
| Ritterstraße 14 Einmündung von Ritterstraße und Apothekerstraße in den Markt (Karte)                   | Adler-Apotheke          | Adler-Apotheke                                       | 094 17712          | Baudenkmal                   | Adler-Apotheke          |
| Ritterstraße 18 (Karte)                                                                                | Bauernhof               |                                                      | 094 17729          | Baudenkmal                   | Bauernhof               |
| Ritterstraße 19 (Karte)                                                                                | Wohnhaus                | Wohnhaus                                             | 094 17730          | Baudenkmal                   | Wohnhaus                |
| Ritterstraße 20 (Karte)                                                                                | Ackerbürgerhaus         |                                                      | 094 17731          | Baudenkmal                   | Ackerbürgerhaus         |
| Ritterstraße 21 (Karte)                                                                                | Ackerbürgerhaus         |                                                      | 094 17732          | Baudenkmal                   | Ackerbürgerhaus         |
| Ritterstraße 23 (Karte)                                                                                | Ackerbürgerhaus         |                                                      | 094 17733          | Baudenkmal                   | Ackerbürgerhaus         |
| Ritterstraße 24                                                                                        | Ackerbürgerhaus         |                                                      | 094 17734          | Baudenkmal                   |                         |
| Rosmarienstraße 6 (Karte)                                                                              | Wohnhaus                |                                                      | 094 11059          | Baudenkmal                   | Wohnhaus                |
| Rosmarienstraße 7 (Karte)                                                                              | Wohnhaus                |                                                      | 094 17735          | Baudenkmal                   | Wohnhaus                |
| Rosmarienstraße 8 (Karte)                                                                              | Wohnhaus                |                                                      | 094 17736          | Baudenkmal                   | Wohnhaus                |
| Schloßstraße 2 (Karte)                                                                                 | Wohnhaus                |                                                      | 094 11061          | Baudenkmal                   | BW                      |
| Schloßstraße 3 (Karte)                                                                                 | Wohnhaus                |                                                      | 094 17740          | Baudenkmal                   | BW                      |
| Schloßstraße 6 (Karte)                                                                                 | Wohnhaus                |                                                      | 094 17742          | Baudenkmal                   | Wohnhaus                |
| Schulstraße 3 (Karte)                                                                                  | Wohn- und Geschäftshaus |                                                      | 094 11056          | Baudenkmal                   | Wohn- und Geschäftshaus |
| Stadtkirchhof 2 (Karte)                                                                                | Pfarrhaus               | Pfarrhaus der St.Christophorus-Gemeinde              | 094 10100          | Baudenkmal                   | Pfarrhaus               |
| Stadtkirchhof 4                                                                                        | Wohnhaus                | Wagnersches haus                                     | 094 10106          | Baudenkmal                   |                         |
| Wasserburg 2, 3, 4, 5, 6 (Karte)                                                                       | Wasserburg Egeln        | Wasserburg                                           | 094 90142          | Baudenkmal                   | Wasserburg Egeln        |
| Wasserburg                                                                                             | Garten                  | Garten                                               | 094 90142 001      | Teilobjekt eines Baudenkmals |                         |
| Wunney-Weg (Karte)                                                                                     | Schule                  | Minna Faßhauer-Schule                                | 094 17743          | Baudenkmal                   | BW                      |

### Egeln-Nord(ehem. Bleckendorf)
| Lage                                                        | Bezeichnung                  | Beschreibung          | Erfassungs- nummer | Ausweisungsart | Bild                         |
| ----------------------------------------------------------- | ---------------------------- | --------------------- | ------------------ | -------------- | ---------------------------- |
| Bundesstraße B 81 (Karte)                                   | Distanzstein                 |                       | 094 95728          | Kleindenkmal   | Distanzstein                 |
| Dorfstraße (Karte)                                          | Kirche                       | St. Georg             | 094 11071          | Baudenkmal     | Kirche                       |
| Dorfstraße 6 (Karte)                                        | Bauernhof                    |                       | 094 17745          | Baudenkmal     | BW                           |
| Dorfstraße 12 (Karte)                                       | Wohnhaus                     |                       | 094 17747          | Baudenkmal     | BW                           |
| Dorfstraße 17 (Karte)                                       | Pfarrhof                     |                       | 094 17748          | Baudenkmal     | Pfarrhof                     |
| Dorfstraße 20 (Karte)                                       | Bauernhof                    |                       | 094 17749          | Baudenkmal     | Bauernhof                    |
| Dorfstraße 4, 6, 8 (Karte)                                  | Straßenzeile                 |                       | 094 17744          | Denkmalbereich | BW                           |
| Magdeburger Chaussee 16 ehemaliges Dorf Bleckendorf (Karte) | Herrenhaus                   | Rittergut Bleckendorf | 094 17750          | Baudenkmal     | BW                           |
| Magdeburger Chaussee 31 (Karte)                             | Villa                        |                       | 094 17751          | Baudenkmal     | BW                           |
| Plan 10 (Karte)                                             | Wohnhaus                     |                       | 094 17752          | Baudenkmal     | BW                           |
| Wolmirslebener Straße Friedhof (Karte)                      | Friedhofskapelle Bleckendorf | Kapelle               | 094 17753          | Baudenkmal     | Friedhofskapelle Bleckendorf |

## Ehemalige Kulturdenkmale nach Ortsteilen
Die nachfolgenden Objekte waren ursprünglich ebenfalls denkmalgeschützt oder wurden in der Literatur als Kulturdenkmale geführt. Die Denkmale bestehen heute jedoch nicht mehr, ihre Unterschutzstellung wurde aufgehoben oder sie werden nicht mehr als Denkmale betrachtet.

### Egeln
| Lage                                | Bezeichnung                 | Beschreibung | Erfassungs- nummer | Ausweisungsart | Bild |
| ----------------------------------- | --------------------------- | --- | ------------------ | -------------- | ---- |
| B 180 westlich                      | Bergwerk                    | Bergwerk/Zechenkraftwerk Cäsar | 094 97442          | Baudenkmal     |      |
| Apothekerstraße 2                   | Wohnhaus                    | | 094 81550          | Baudenkmal     |      |
| Breiteweg 22 (Karte)                | Wohn- und Geschäftshaus     | Wohn- und Geschäftshaus, nach Abbruch 2019 aus dem Denkmalverzeichnis ausgetragen.                                                                | 094 11064          | Baudenkmal     | BW   |
| Breiteweg 62 (Karte)                | Ackerbürgerhof Breiteweg 62 | Ackerbürgerhof Im Jahr 2021 aus dem Denkmalverzeichnis gestrichen.                                                                                | 094 81568          | Baudenkmal     | BW   |
| Breiteweg 83                        | Wohn- und Geschäftshaus     | | 094 81572          | Baudenkmal     |      |
| Markt 21                            | Wohn- und Geschäftshaus     | | 094 17713          | Baudenkmal     |      |
| Pestalozziplatz 5 (Karte)           | Wohnhaus                    | Im Jahr 2018 wurde die Denkmaleigenschaft wegen Verfalls, Abbruchs aus bauordnungsrechtlichen Gründen oder ungenehmigter Veränderungen aberkannt. | 094 11055          | Baudenkmal     | BW   |
| Ritterstraße 5                      | Wohnhaus                    | Wohnhaus, nach Abbruch 2019 aus dem Denkmalverzeichnis ausgetragen.                                                                               | 094 17725          | Baudenkmal     |      |
| Ritterstraße 8                      | Wohnhaus                    | Wohnhaus, nach Abbruch 2019 aus dem Denkmalverzeichnis ausgetragen.                                                                               | 094 17727          | Baudenkmal     |      |
| Rosmarienstraße 9                   | Wohnhaus                    | | 094 17737          | Baudenkmal     |      |
| Rosmarienstraße 10                  | Wohnhaus                    | | 094 17738          | Baudenkmal     |      |
| Schloßstraße 2, 3, 4, 5, 5A (Karte) | Straßenzeile                | Straßenzeile, nach Verlust der Denkmaleigenschaft 2019 aus dem Denkmalverzeichnis ausgetragen.                                                    | 094 17739          | Denkmalbereich | BW   |
| Schloßstraße 5, 5A (Karte)          | Wohnhaus                    | Wohnhaus, nach Abbruch 2019 aus dem Denkmalverzeichnis ausgetragen.                                                                               | 094 17741          | Baudenkmal     | BW   |

### Egeln-Nord (ehemals Bleckendorf)
| Lage         | Bezeichnung | Beschreibung        | Erfassungs- nummer | Ausweisungsart | Bild |
| ------------ | ----------- | ------------------- | ------------------ | -------------- | ---- |
| Dorfstraße   | Wehr        | Bodewehr Egeln-Nord | 094 95822          | Baudenkmal     |      |
| Dorfstraße 7 | Wohnhaus    |                     | 094 17746          | Baudenkmal     |      |

## Legende
In den Spalten befinden sich folgende Informationen:
- Lage: Nennt den Straßennamen und wenn vorhanden die Hausnummer des Kulturdenkmals. Die Grundsortierung der Liste erfolgt nach dieser Adresse. Der Link „Karte“ führt zu verschiedenen Kartendarstellungen und nennt die geographischen Koordinaten.
Link zu einem Kartenansichtstool, um Koordinaten zu setzen. In der Kartenansicht sind Baudenkmale ohne Koordinaten mit einem roten bzw. orangen Marker dargestellt und können in der Karte gesetzt werden. Baudenkmale ohne Bild sind mit einem blauen bzw. roten Marker gekennzeichnet, Baudenkmale mit Bild mit einem grünen bzw. orangen Marker.
- Offizielle Bezeichnung: Nennt den Namen, die Bezeichnung oder zumindest die Art des Kulturdenkmals und verlinkt, soweit vorhanden, auf den Artikel zum Objekt.
- Beschreibung: Nennt bauliche und geschichtliche Einzelheiten des Kulturdenkmals, vorzugsweise die Denkmaleigenschaften.
- Erfassungsnummer: Für jedes Kulturdenkmal wird in Sachsen-Anhalt eine 20stellige Erfassungsnummer vergeben. Die letzten zwölf Ziffern werden für die Untergliederung nach Teilobjekten genutzt und werden nur angegeben, soweit vergeben. In dieser Spalte kann sich folgendes Icon  befinden, dies führt zu Angaben zu diesem Baudenkmal bei Wikidata.
- Ausweisungsart: Die Einordnung des Denkmales nach § 2 Abs. 2 DenkmSchG LSA
- Bild: Ein Bild des Denkmales, und gegebenenfalls einen Link zu weiteren Fotos des Kulturdenkmals im Medienarchiv Wikimedia Commons. Wenn man auf das Kamerasymbol klickt, können Fotos zu Kulturdenkmalen aus dieser Liste hochgeladen werden: